# Tomasz Szarota

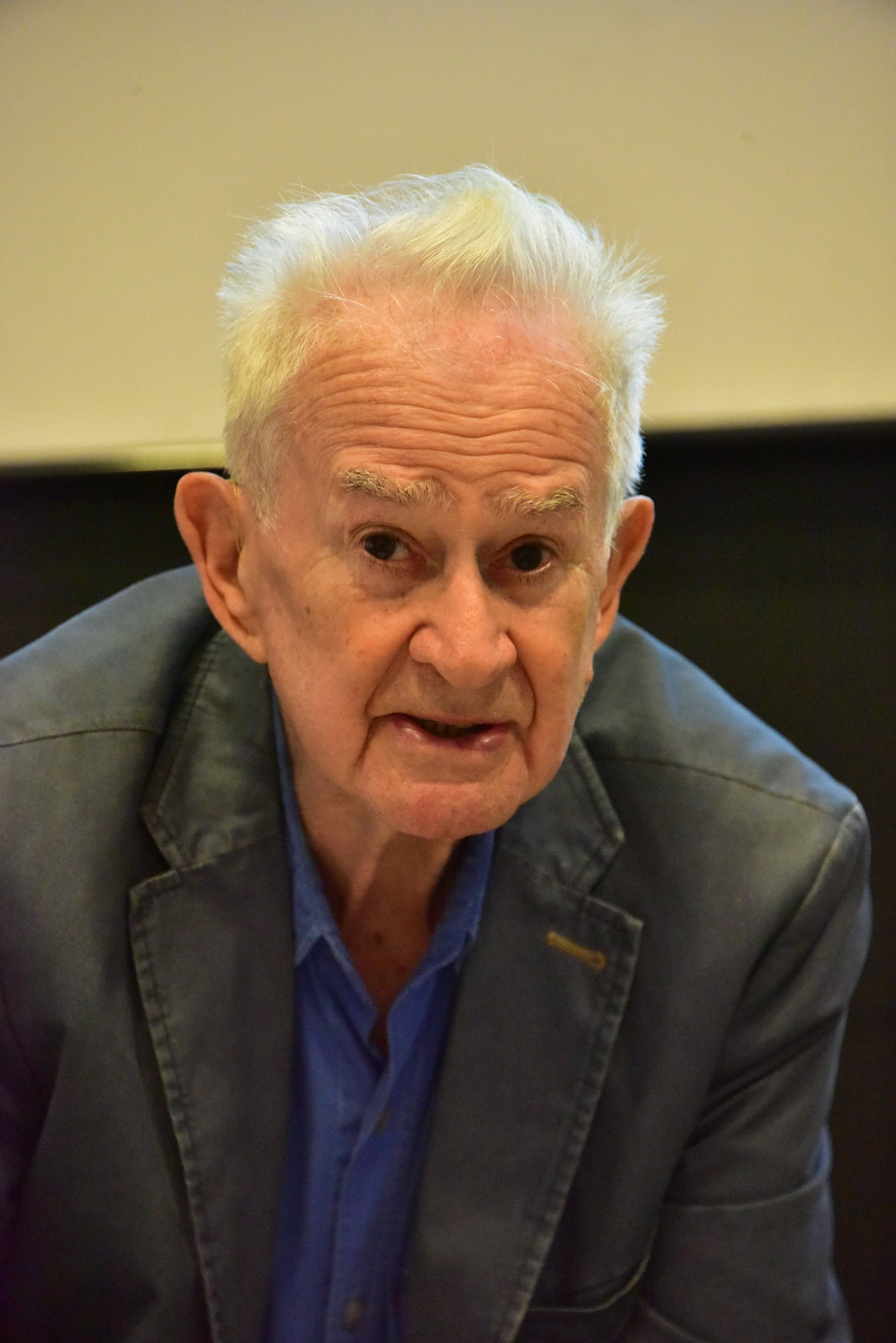
Tomasz Szarota (2024)

Tomasz Marceli Szarota (* 2. Januar 1940 in Warschau) ist ein polnischer Historiker und Publizist.

## Leben
Geboren wurde Szarota als Sohn des katholischen Publizisten und Literaturhistorikers Rafał Marcel Blüth, der von den deutschen Besatzungstruppen wenige Wochen vor der Geburt Tomasz Szarotas erschossen wurde. Seine Mutter Elida Maria Szarota, eine Romanistin und Germanistin, überlebte Krieg und Besatzungszeit.
Szarota widmete sich der historischen Erforschung des 20. Jahrhunderts, insbesondere der deutschen Okkupation Polens, des polnischen Widerstands während des Zweiten Weltkrieges sowie des Alltagslebens im besetzten Warschau und anderen besetzen europäischen Hauptstädten.
In den Jahren 1957 bis 1962 absolvierte er ein Geschichtsstudium an der Warschauer Universität. Von 1962 an arbeitete er in der Polnischen Akademie der Wissenschaften am Historischen Institut. Seit dem Erlangen seiner Professur leitet er dort die Abteilung zur Geschichte Polens nach 1945. 1998 hielt er Vorträge am Wiener Institut für die Wissenschaften vom Menschen („Visiting Fellow“). Weiterhin wirkte er u. a. mit einem Stipendium der deutschen Humboldt-Stiftung an verschiedenen Stätten in Deutschland, Belgien und Frankreich.
Bekanntheit erlangte Szarota innerhalb Polens vor allem durch vielfältige Beiträge zu geschichtlichen Themen in den wichtigsten Printmedien des Landes, wie zum Beispiel in der Polityka und der Gazeta Wyborcza.
Im Dezember 2009 zog Szarota sich aus dem wissenschaftlichen Beraterkreis der Stiftung Flucht, Vertreibung, Versöhnung zurück.

## Werke
- Osadnictwo miejskie na Dolnym Śląsku w latach 1945–1948, Zakład Narodowy im. Ossolińskich, Wrocław (1969).
- Stefan Rowecki „Grot”, Państwowe Wydawnictwo Naukowe, Warszawa (1983), ISBN 83-01-04578-7.
- Warschau unter dem Hakenkreuz. Leben und Alltag im besetzten Warschau 1.10.1939 bis 31.7.1944. Schöningh Verlag, (1985) ISBN 3-506-77472-7.
- Życie codzienne w stolicach okupowanej Europy. Szkice historyczne. Kronika wydarzeń, Państwowy Instytut Wydawniczy, Warszawa, (1995) ISBN 83-06-02410-9.
- Niemcy i Polacy. Wzajemne postrzeganie i stereotypy, Wydawnictwo Naukowe PWN, Warszawa (1996).
- Der deutsche Michel. Geschichte eines nationalen Symbols und Autostereotyps, Fibre Verlag, Osnabrück (1998) ISBN 3-929759-38-1.
- V – jak zwycięstwo. Symbole, znaki, demonstracje patriotyczne walczącej Europy 1939–1945, Wydawnictwa Szkolne i Pedagogiczne, Warszawa (1994) ISBN 83-02-05356-2.
- Życie codzienne w stolicach okupowanej Europy. Szkice historyczne. Kronika wydarzeń, Państwowy Instytut Wydawniczy, Warszawa (1995) ISBN 83-06-02410-9.
- Niemcy i Polacy. Wzajemne postrzeganie i stereotypy, Wydawnictwo Naukowe PWN, Warszawa (1996).
- U progu Zagłady. Zajścia antyżydowskie i pogromy w okupowanej Europie, Wydawnictwo Sic! Warszawa (2000), ISBN 83-86056-74-6
- Der Beginn der Vernichtung. Zum Mord an den Juden in Jedwabne (mit Edmund Dmitrów und Paweł Machcewicz), Fibre Verlag, Osnabrück (2004) ISBN 3-929759-87-X
- Karuzela na placu Krasińskich. Studia i szkice z lat wojny i okupacji, Oficyna Wydawnicza „Rytm” – Fundacja Historia i Kultura, Warszawa (2007), ISBN 978-83-7399-259-7
- Die Deutschen in den Augen der Polen während des Zweiten Weltkrieges, Stiftung Polnisch-Deutsche Aussöhnung, Warszawa 2009[2].
- Stereotype und Konflikte: historische Studien zu den deutsch-polnischen Beziehungen, Fibre Verlag, Osnabrück 2010, ISBN 978-3-938400-45-6.
- Tajemnica śmierci Stefana Starzyńskiego, Bellona, Warszawa (2020), ISBN 978-83-11-15753-8.

## Verweise

## = Weblinks
=
- Literatur von und über Tomasz Szarota im Katalog der Deutschen Nationalbibliothek